# Canadian Arrow
Canadian Arrow est une entreprise privée, fondée par Geoff Sheerin, Dan McKibbon et Chris Corke (en), qui a pour objectif principal d'envoyer un touriste dans l'espace, à une altitude de 112 km, dans une fusée (dérivée du missile V2), et de le ramener sain et sauf sur Terre.
Canadian Arrow participe, comme Scaled Composites et Armadillo Aerospace, à l'X-Prize.